# Cerovo
Cerovo (in passato Čerové o Čerowo, in ungherese Ceri) è un comune della Slovacchia facente parte del distretto di Krupina, nella regione di Banská Bystrica.